# Nowhere Man
"Nowhere Man" é uma canção dos Beatles, lançada em 1965 no álbum Rubber Soul. Foi composta por John Lennon e creditada a Lennon/McCartney. Foi gravada nos dias 21 e 22 de outubro de 1965. É uma canção de rock psicodélico e folk rock.

## Interpretação
Lennon afirmou que a letra da canção fala sobre si mesmo. Ele a escreveu depois de torturar seu cérebro desesperadamente por cinco horas, tentando chegar a mais uma música para Rubber Soul. Lennon declarou à revista Playboy:
"Naquela manhã, passei cinco horas tentando escrever uma canção que fosse significativa e boa e, finalmente, desisti e fui deitar. Então veio 'Nowhere Man', as palavras e a música, a coisa toda como eu imaginava".
McCartney comentou sobre a canção:
"Isso foi John depois de uma noite, com o amanhecer chegando. Acho que nesse ponto, ele estava um pouco... querendo saber para onde estava indo, e para ser sincero, eu também estava começando a me preocupar com ele".

## Músicos
- John Lennon – violão e vocais principais
- Paul McCartney – baixo e vocais principais
- George Harrison – guitarra solo e vocais principais
- Ringo Starr – bateria